# Miguel Calomarde
Miguel Calomarde (Enschede, 27 april 1971) is een Nederlands voormalig profvoetballer. 
Hij speelde voornamelijk als vleugelspeler. Als voetballer stond hij onder contract bij FC Twente. Calomarde was afkomstig van SC Enschede en debuteerde op 29 april 1990 met een invalbeurt in de thuiswedstrijd tegen FC Groningen (4-1). In totaal speelde Calomarde drie wedstrijden in het eerste elftal van FC Twente. Vanwege blessureleed keerde hij in 1991 terug naar de amateurs, waar hij nog speelde voor onder meer SC Enschede en Mediterraneo.